# Newtonpendel

Animatie van de newtonpendel

De newtonpendel is een toestel dat de derde wet van Newton, de wet van behoud van impuls en energiebehoud, illustreert.
Het toestel bestaat uit een aantal pendels die tegen elkaar aan liggen/hangen. Als men een balletje aan het uiteinde van een hoogte loslaat, zal dit terug vallen tegen de andere balletjes, en zal het balletje aan het andere uiterste in beweging worden gebracht en tot dezelfde hoogte als het eerder losgelaten balletje komen. In de praktijk zal, onder meer als gevolg van de wrijving met de lucht en het energieverlies bij de botsingen, de beweging langzaam uitsterven.
De newtonpendel, die vernoemd is naar Isaac Newton, is ontworpen door Edme Mariotte.